# Сант'Еразмо (Бергамо)
Сант'Еразмо је насеље у Италији у округу Бергамо, региону Ломбардија.
Према процени из 2011. у насељу је живело 53 становника. Насеље се налази на надморској висини од 846 м.